# بارني باورز
بارني باورز (بالإنجليزية: Barney Bowers)‏ (19 أغسطس 1959 ببلفاست في المملكة المتحدة - ) هو لاعب كرة قدم بريطاني في مركز الوسط. لعب مع أردز وديربي كاونتي وغلينتوران ونادي كليفتونفيل وIrish League representative team ‏.

## وصلات خارجية
- بارني باورز على موقع قاعدة بيانات كرة القدم.إي يو (الإنجليزية)